# Giovane donna con veletta
Giovane donna con veletta (Jeune femme à la voilette) è un dipinto del pittore francese Pierre-Auguste Renoir, realizzato intorno al 1876 e conservato al Musée d'Orsay di Parigi.

## Descrizione
Il quadro rappresenta una misteriosa donna di profilo che rivolge timidamente lo sguardo verso il basso. Un brano di particolare preziosità pittorica è costituito dalla veletta leggerissima e trasparente che, avvolgendosi attorno al cappello, scende sul volto della donna e lo accarezza dolcemente, generando un'intensa sensazione di riservatezza. L'intima atmosfera emanata dalla scena è esaltata da una morbida luce soffusa, frutto di un calcolato dosaggio di toni chiari e toni scuri stesi con pennellate dense e filamentose. In questo dipinto, inoltre, Renoir accorda molto spazio e importanza al colore nero, memore della lezione di Manet, autore di neri particolarmente vividi e brillanti.
Quello che colpisce del dipinto è la sua spiccata bidimensionalità: la figura femminile sembra quasi una superficie piatta, e l'unico elemento a conferire un minimo di solidità alla composizione è costituito dalle mani, che si agghindano fuggevolmente intorno a un oggetto. In questa tela, in effetti, Renoir non è affatto deferente a una ripresa rigorosamente realistica del soggetto, e si preoccupa piuttosto di cogliere le armoniche concatenazioni tra la luce ed i color. In questa tela, infatti, il pittore dà particolare risalto alle vibrazioni cangianti della luce che si imprimono sul morbido tessuto della veste e sull'incarnato della signora.